# 陈杰 (清朝数学家)
陈杰，字静弇，乌程人（今浙江湖州），清朝数学家。

## 生平
初任钦天监博士，累迁国子监算学助教。道光十九年，谢病归，卒于家。

## 著作
著有《古算经细草》一卷。

## 学生
丁兆庆、张福僖

## 延伸阅读
[在维基数据编辑]
 《清史稿·卷507》，出自趙爾巽《清史稿》